# Gerolamo Ragazzoni
Gerolamo Ragazzoni ou Gerolamo Regazzoni (1537 – 5 de março de 1592) foi um humanista renascentista italiano e prelado católico romano que serviu como bispo de Bérgamo de 1577 a 1592, Núncio Apostólico na França de 1583 a 1586, Bispo de Novara de 1576 a 1577, Administrador Apostólico de Kisamos de 1572 a 1576, Bispo Coadjutor de Famagusta em 1561, e Bispo Titular de Nazianzo em 1561.

## Biografia
Gerolamo Ragazzoni nasceu em Veneza, Itália, em 1537. No dia 15 de janeiro de 1561, foi nomeado durante o papado de Pio IV como Bispo Titular de Nazianzo e Bispo Coadjutor de Famagusta. A 10 de dezembro de 1572, foi nomeado durante o papado de Gregório XIII como Administrador Apostólico de Kisamos após a conquista otomana do Chipre em 1570. No dia 19 de setembro de 1576, foi nomeado bispo de Novara durante o mesmo papado. A 19 de julho de 1577, foi nomeado bispo de Bérgamo. Em 1583, foi nomeado como Núncio Apostólico na França e, em 1586, renunciou ao cargo de Núncio. Continuou a servir como bispo de Bérgamo até à sua morte a 5 de março de 1592.

## Sucessão episcopal
Enquanto bispo, foi o consagrador principal de:
- François de La Rochefoucauld, (1585),
- Guillaume Rose, (1584),

e o co-consagrador principal de:
- Alessandro Maria Sauli, (1570),
- Giovanni Fontana, (1589),
- Alberto Valier, (1591).